# Stolpersteine in der Lombardei

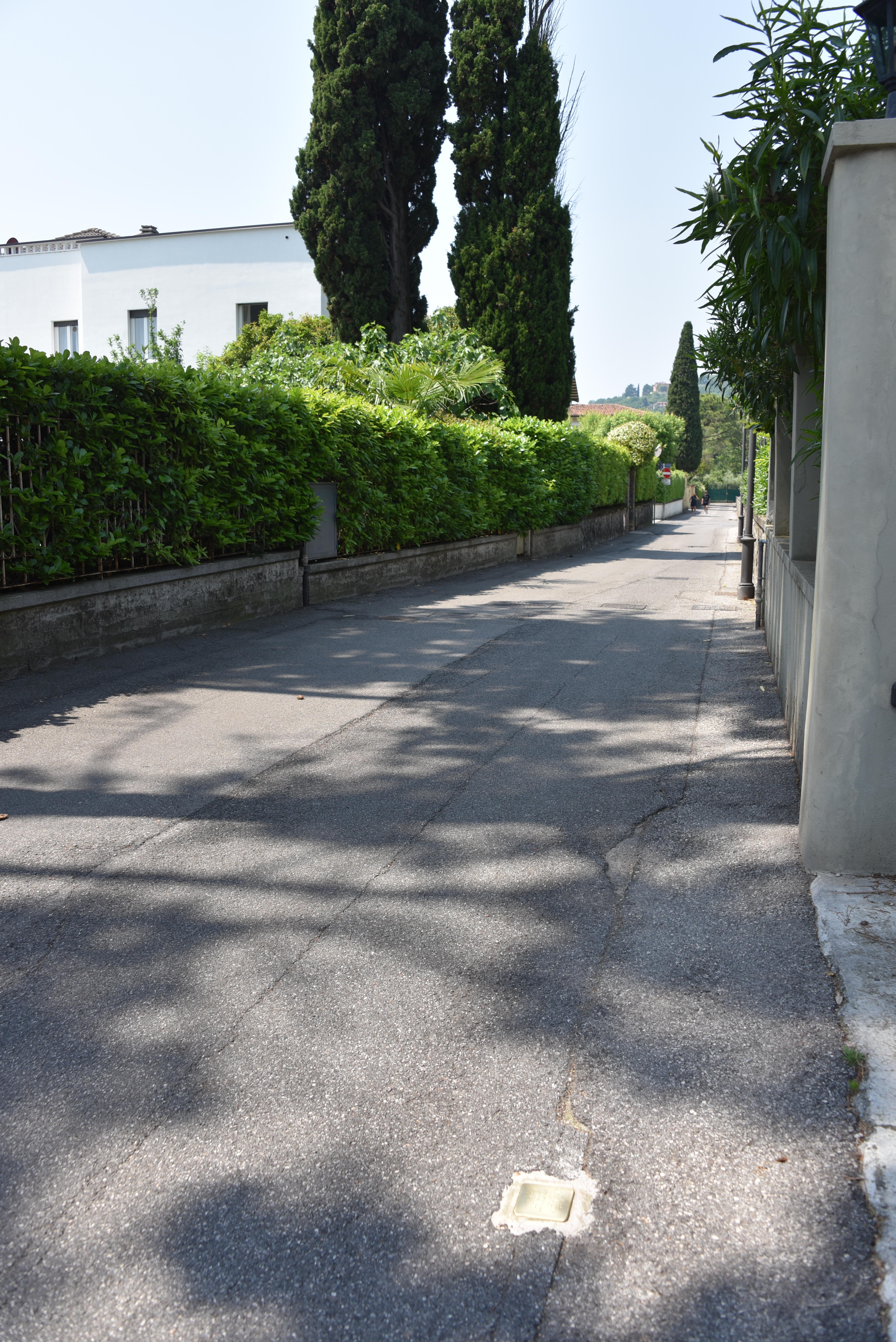
Stolperstein in Salò zur Erinnerung an Massimo Löwy, ermordet 1944 in Auschwitz

Die Stolpersteine in der Lombardei (italienisch: pietre d'inciampo) geben einen Überblick über die Stolpersteine, die in der italienischen Region Lombardei seit November 2012 von Gunter Demnig verlegt werden und an die Menschen erinnern, die von den deutschen Nationalsozialisten ermordet, deportiert, vertrieben oder in den Suizid getrieben wurden. Stolpersteine liegen im Regelfall vor dem letzten selbstgewählten Wohnort des Opfers.

## Stolpersteine

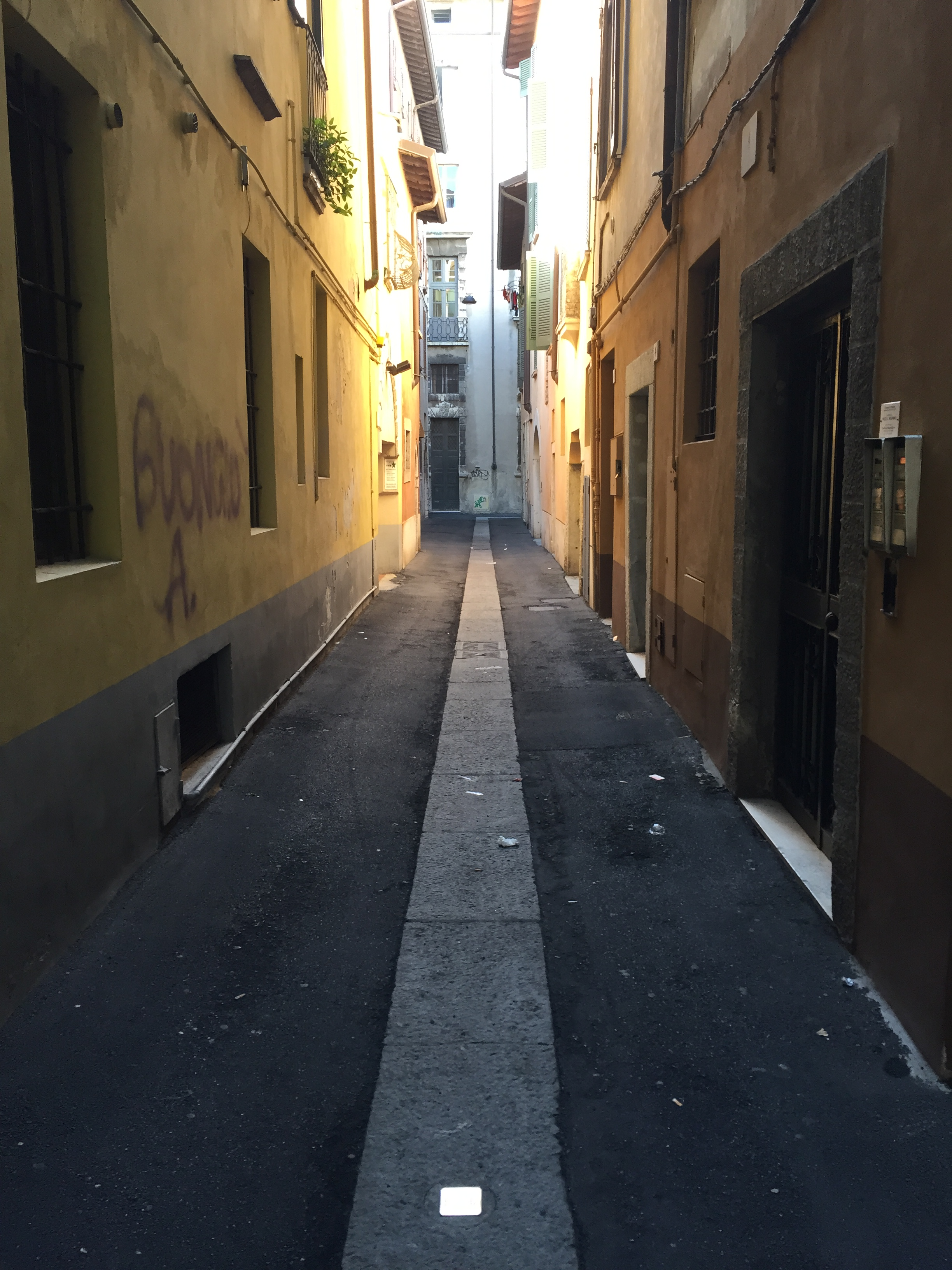
Brescia
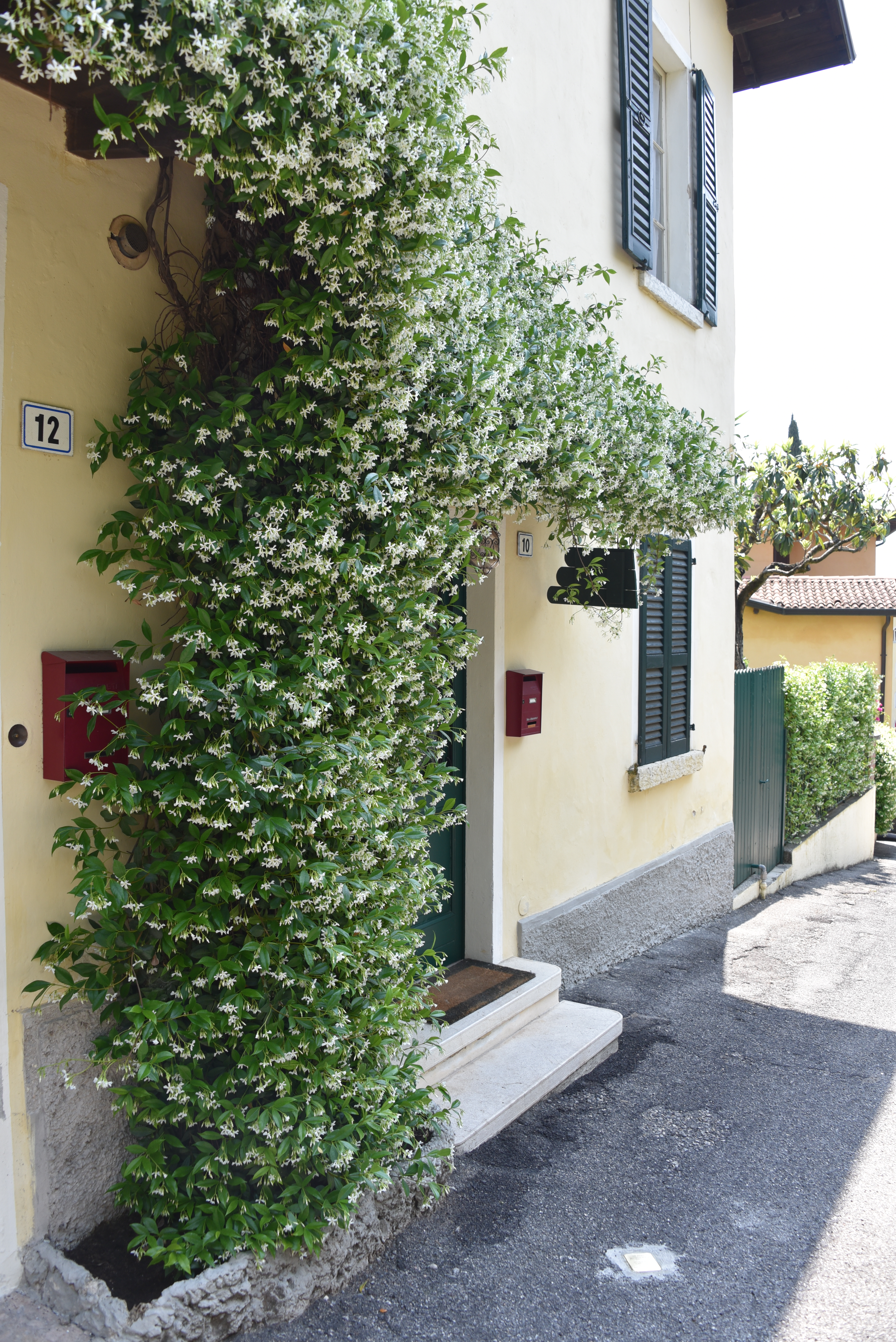
Gardone Riviera
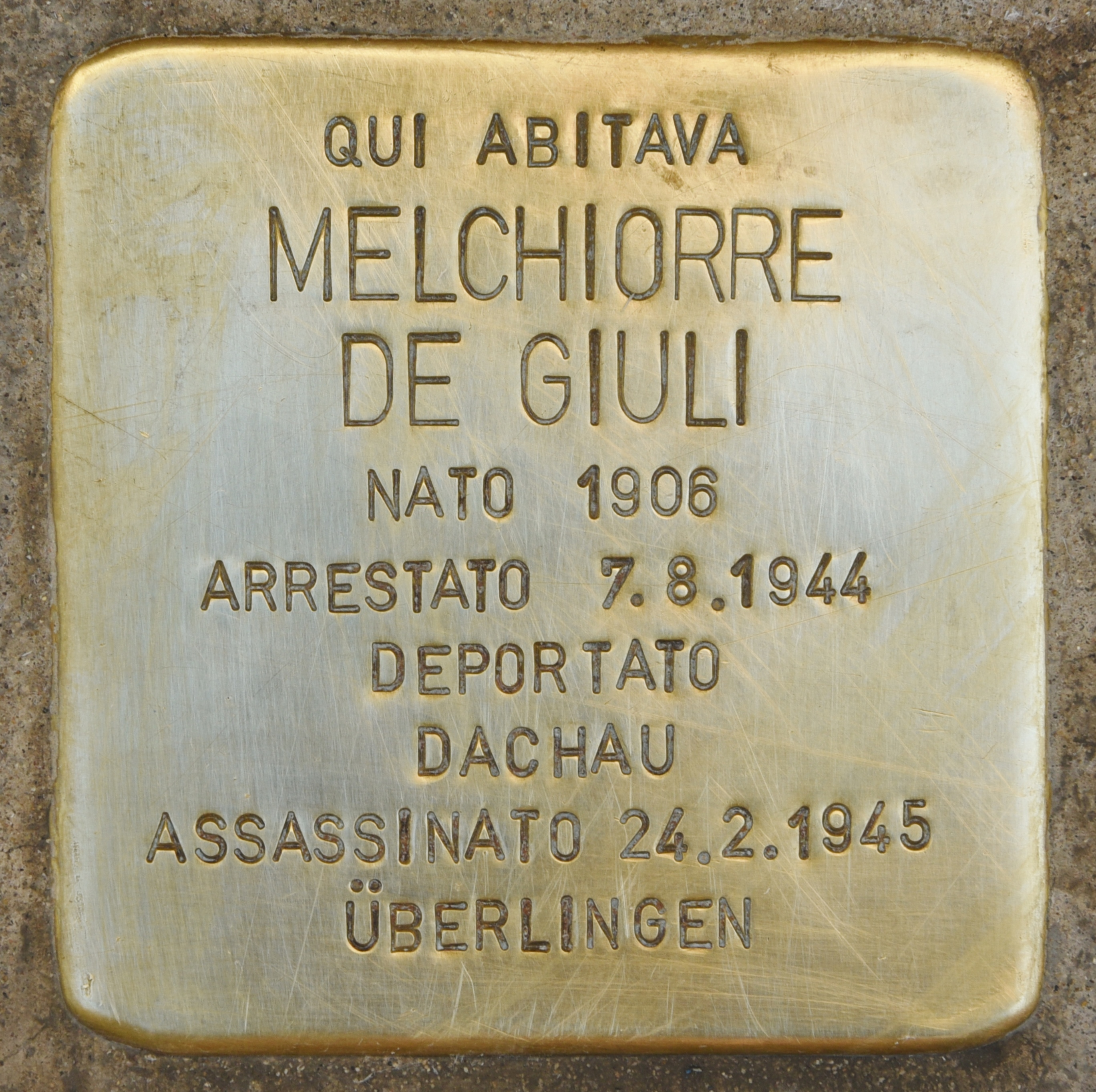
Mailand
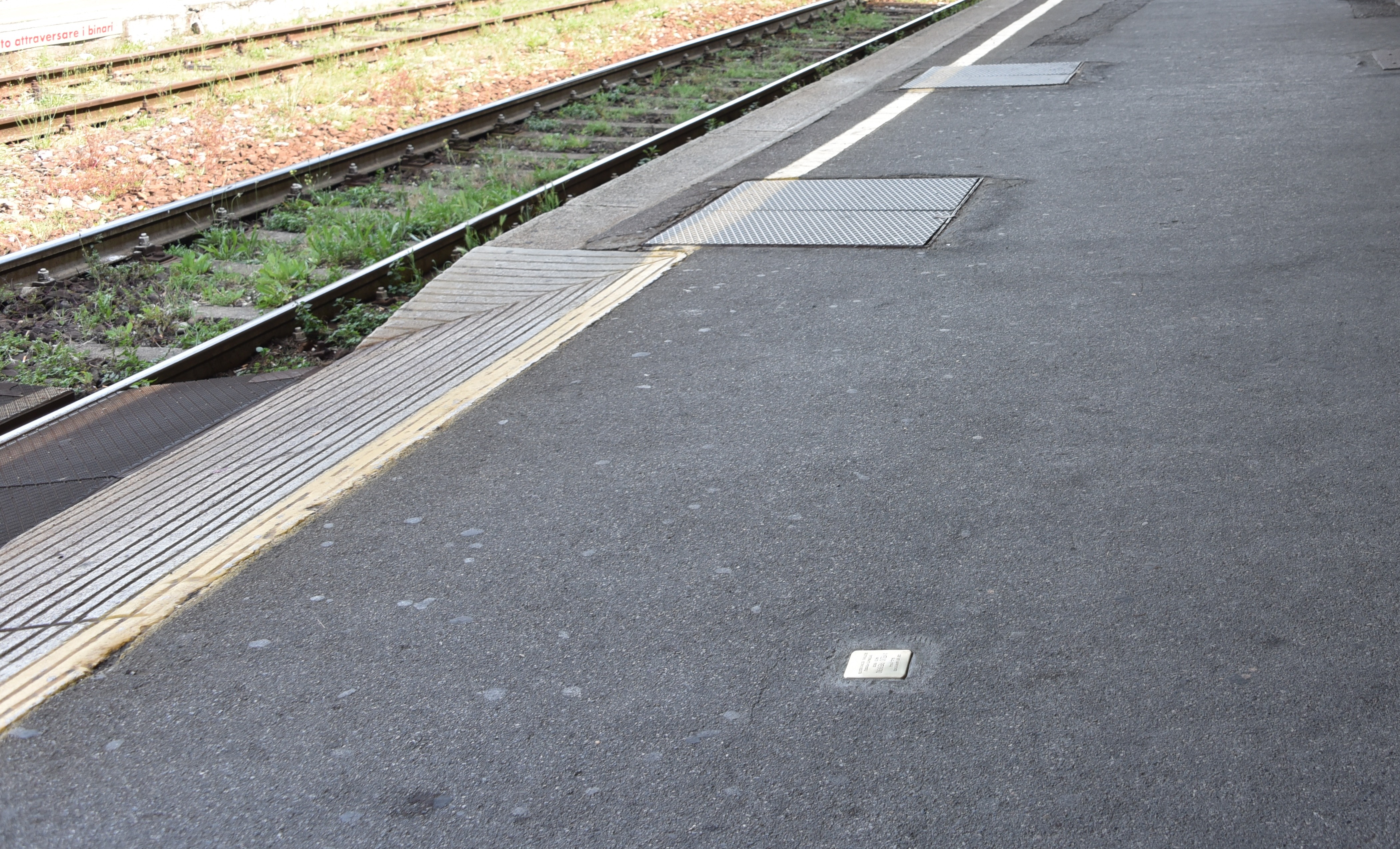
Palazzolo sull’Oglio
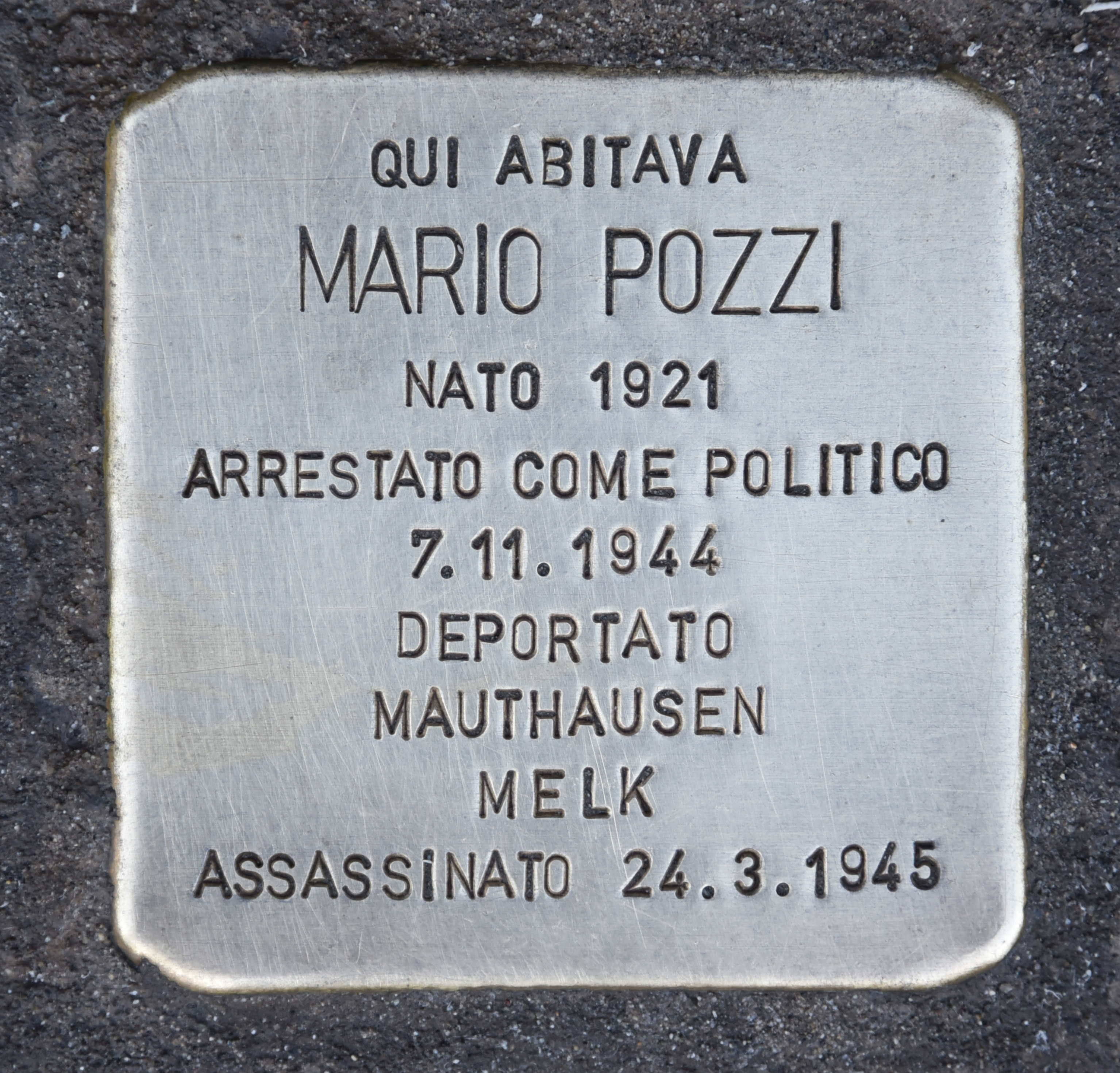
Sarezzo

Die Verlegungen der Stolpersteine erfolgten – laut Demnigs Website – in Collebeato am 23. November 2012, in Brescia am 23. November 2012 und am 12. Januar 2015, in Sarezzo am 11. Januar 2014, in Adro und Gavardo am 12. Januar 2015, in Premolo am 17. Januar 2016 sowie in Gardone Riviera, Palazzolo sull’Oglio und Salò am 18. Januar 2016. Eine weitere Serie von Verlegungen erfolgte in Sant’Angelo Lodigiano in der Provinz Lodi am 16. sowie in Mailand und Tradate am 19. Januar 2017.
Eine Serie weiterer Verlegungen in Mailand, Gardone Riviera und in vier Städten der Provinz Pavia fand im Januar 2018 statt.

## Listen
Folgende Stolperstein-Listen gibt es derzeit:
- Metropolitanstadt Mailand
  - Liste der Stolpersteine in Mailand, mehr als 32 Stolpersteine (noch nicht vollständig)

- Provinz Bergamo
  - Liste der Stolpersteine in der Provinz Bergamo, 1 Stolperstein

- Provinz Brescia
  - Liste der Stolpersteine in der Provinz Brescia, 11 Stolperstein
  - Liste der Stolpersteine in Brescia, 15 Stolpersteine
  - Liste der Stolpersteine am Gardasee, 12 Stolpersteine

- Provinz Lecco
  - Liste der Stolpersteine in der Provinz Lecco, 2 Stolpersteine

- Provinz Lodi
  - Stolperstein von Sant’Angelo Lodigiano, 1 Stolperstein

- Provinz Varese
  - Saronno, 2 Stolpersteine
  - Tradate, 3 Stolpersteine